# Cinema da década de 1990
No cinema da década de 1990, o "pop" casa-se com o "clássico" nas telas. A palavra de ordem é diversidade. O Silêncio dos Inocentes entra para a História ao ganhar os cinco principais Oscars; A Lista de Schindler emociona e choca multidões de pessoas pelo mundo; Forrest Gump apresenta um astro definitivo, Tom Hanks; Quentin Tarantino é revelado como um dos grandes gênios da modernidade e muda o rumo dos acontecimentos ao revolucionar com Pulp Fiction; e Sharon Stone cruza fatalmente suas pernas em Instinto Selvagem.
A plateia se toca com histórias sensíveis, como a de The Piano e Magnolia. Tom Hanks ganha dois Oscares consecutivos e Julia Roberts se torna a musa da década ao estrelar Pretty Woman.
Estrelas mirins surgem nessa década como Macaulay Culkin, Lindsay Lohan e Christina Ricci.
No Brasil, o cinema é novamente tratado como assunto sério com o início do período chanado de Retomada, em 1995, e Central do Brasil conquista a crítica do mundo todo, vencendo o Festival de Berlim e o Globo de Ouro.

Com Central do Brasil (filme) o Brasil ganha no festival de Berlim,Globo de Ouro e é indicado ao Oscar.(Além da atuação aclamada de Fernanda Montenegro).

## 1990
- Martin Scorsese mais uma vez inaugura a década, com seu grande sucesso Goodfellas (Os Bons Companheiros).
- Demi Moore e Patrick Swayze vivem uma história de amor que ultrapassa os limites da vida, em Ghost (Ghost - Do Outro Lado da Vida), que dá a Whoopi Goldberg o Óscar como melhor atriz coadjuvante.
- O ator Kevin Costner dirige um épico sobre os indígenas norte-americanos, Dance with Wolves (Dança com Lobos), ganhador de sete prêmios da Academia.
- Francis Ford Coppola completa a magnífica trilogia O Poderoso Chefão, com The Godfather Part III (O Poderoso Chefão: Parte III).
- Glenn Close e Jeremy Irons protagonizam Reversal of Fortune (O Reverso da Fortuna) e Robin Williams e Robert De Niro se encontram no tocante Awakenings (Tempo de Despertar).
- Após entregar Dangerous Liaisons (Ligações Perigosas), Stephen Frears coloca Anjelica Huston e John Cusack como trapaceiros da pior espécie em The Grifters (Os Imorais).
- Johnny Depp mostra seu talento em Edward Scissorhands (Edward Mãos de Tesoura) de Tim Burton, sendo indicado ao globo de ouro na categoria de Melhor Ator - Comédia/Musical.

## 1991
- O ano é de Jodie Foster e Anthony Hopkins, que recebem Óscar por The Silence of the Lambs (O Silêncio dos Inocentes).
- O diretor e roteirista Oliver Stone causa polêmica com JFK (JFK - A Pergunta que não Quer Calar) ao tocar diretamente no episódio mais intrigante da história norte-americana.
- A Disney concretiza sua retomada com o musical de desenho animado Beauty and the Beast (A Bela e a Fera).
- Ridley Scott faz de Geena Davis e Susan Sarandon uma das duplas mais marcantes do cinema, em Thelma and Louise, responsável também por tornar Brad Pitt famoso dentro e fora das telas.
- Os irmãos Joel Coen e Ethan Coen fazem história no Festival de Cinema de Cannes com o filme Barton Fink (Barton Fink - Delírios de Hollywood).
- Arnold Schwarzenegger interpreta um bom moço diferente em Terminator 2: Judgement Day (O Exterminador do Futuro 2), que provoca uma corrida em Hollywood por efeitos especiais cada vez mais aperfeiçoados.

## 1992
- Michelle Pfeiffer encarna a Mulher-Gato em um uniforme colante e deixa o Batman de Michael Keaton apaixonado.
- "The Bodyguard" se torna a trilha sonora de um filme mais vendida de todos os tempos.]]Clint Eastwood retorna à boa forma com Unforgiven (Os Imperdoáveis), um faroeste com Morgan Freeman e Gene Hackman.
- Al Pacino finalmente ganha um Oscar com Scent of a Woman (Perfume de Mulher).
- Rob Reiner reúne um grande elenco, chefiado por Jack Nicholson, Tom Cruise e Demi Moore em A Few Good Man (Questão de Honra).
- Mel Gibson, Danny Glover, Joe Pesci e Rene Russo protagonizam o terceiro filme da saga Lethal Weapon (Máquina Mortífera 3).
- O acadêmico James Ivory dirige o drama inglês Howard's End (Retorno a Howard's End), vencedor de inúmeros prêmios.
- O mestre Robert Altman faz uma viagem a Hollywood moderna em The Player (O Jogador), com Tim Robbins interpretando um executivo do cinema perseguido por um roteirista rejeitado. O ator e o diretor ganham os prêmios no Festival de Cannes.
- Spike Lee e Denzel Washington trabalham juntos na biografia de Malcolm X.
- Quentin Tarantino se lança com Reservoir Dogs (Cães de Aluguel) como diretor, roteirista e produtor.
- Outro personagem histórico levado às telas é Chaplin, no filme de Richard Attenborough.
- Neil Jordan obtem êxito com a obra independente The Crying Game (Traídos pelo Desejo).
- Michelle Pfeiffer e Susan Sarandon entregam performances memoráveis em Love Field (As Barreiras do Amor) e Lorenzo's Oil (O Óleo de Lorenzo), respectivamente.
- Francis Ford Coppola adapta o clássico do terror em Bram Stoker's Dracula (Drácula de Bram Stoker).
- Sharon Stone cruza fatalmente as pernas em Basic Instinct (Instinto Selvagem) e se torna a nova musa loira de Hollywood.

## 1993

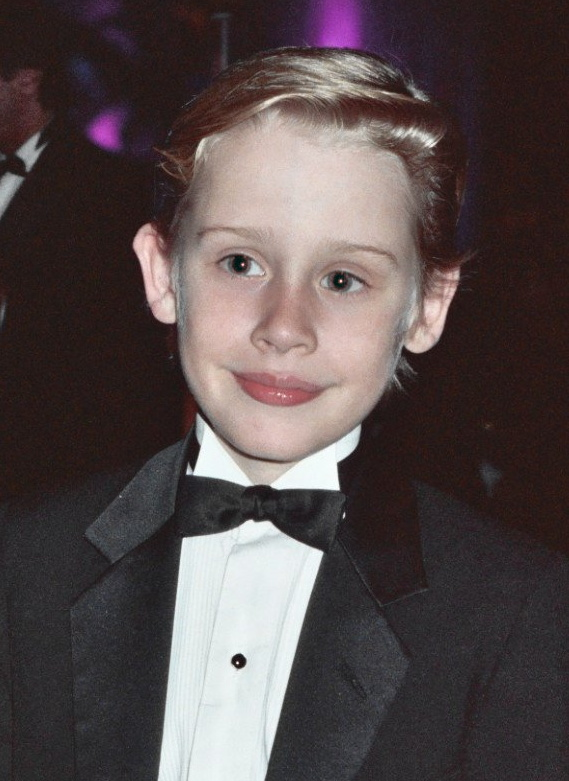
Macaulay Culkin se torna o maior astro mirim de todos os tempos.

- Macaulay Culkin se torna o maior astro mirim de todos os tempos.Martin Scorsese dirige Michelle Pfeiffer, Winona Ryder e Daniel Day-Lewis em The Age of Innocence (A Época da Inocência).
- Steven Spielberg finalmente alcança a glória com o emocionante Schindler's List (A Lista de Schindler).
- Jane Campion escreve e realiza The Piano, vencedor do Festival de Cannes.
- Aos 11 anos, Anna Paquin se torna a segunda vencedora mais jovem do Oscar pelo seu papel em O Piano.
- The Fugitive (O Fugitivo) traz duelo entre Harrison Ford e Tommy Lee Jones.
- O acadêmico James Ivory dirige The Remains of the Day (Vestígios do Dia), com o mesmo elenco de Retorno a Howard's End.
- O livro de John Grisham The Pelican Brief (O Dossiê Pelicano) leva Julia Roberts a trabalhar com Alan J. Pakula
- Robert Altman aproveita boa fase com Short Cuts (Short Cuts - Cenas da Vida).
- Jonathan Demme aborda a questão da SIDA (AIDS) em Filadélfia, com Tom Hanks e Denzel Washington.
- O filme Groundhog Day (Feitiço do Tempo), que só foi reconhecido como um dos maiores clássicos de comédia do cinema americano uma década depois.
- Contrapondo seu lado dramático, Steven Spielberg realiza proezas em Jurassic Park (Parque dos Dinossauros), o melhor filme dessa década e um divisor de águas no quesito efeitos especiais.
- O diretor polonês Krzysztof Kieslowski iniciou a trilogia das cores com o ótimo A Liberdade é Azul, com Juliette Binoche como a protagonista e Emmanuelle Riva num papel de coadjuvante interpretando uma mãe enferma.

## 1994

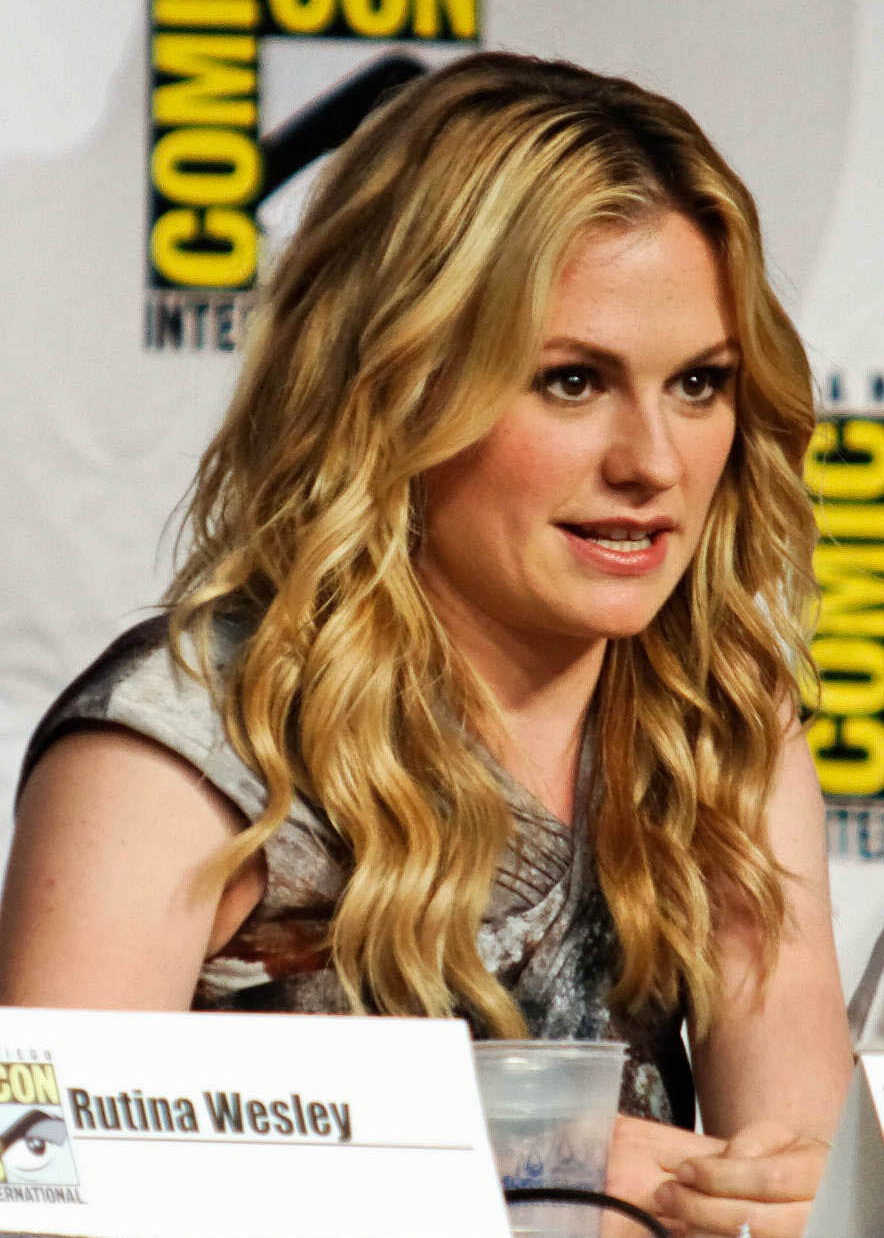
Anna Paquin se torna a segunda pessoa mais jovem da história a ganhar o Oscar.

- Quentin Tarantino torna-se um marco no cinema com Pulp Fiction (Tempo de Violência), que se torna objeto de estudo e culto de toda uma geração.
- Robert Zemeckis revoluciona o uso de efeitos especiais em Forrest Gump (Forrest Gump - O Contador de Histórias), que alça Tom Hanks à condição de ídolo.
- Tim Robbins e Morgan Freeman conquistam o público com o emocionante The Shawshank Redemption (Um Sonho de Liberdade), de Frank Darabont.
- Joel Schumacher acerta ao adaptar The Client (O Cliente), com Susan Sarandon e Brad Renfro.
- O estilo inglês de fazer comédias românticasconquista Hollywood e Four Weddings and a Funeral (Quatro Casamentos e um Funeral) ganha o Prêmio César de melhor filme estrangeiro.
- Tim Burton explora toda sua criatividade em Ed Wood com Johnny Depp no elenco, com fotografia em preto e branco e temática metalingüística.
- Jim Carrey tem mil caretas em The Mask (O Máskara) e Keanu Reeves salva Sandra Bullock em Speed (Velocidade Máxima).

## 1995
- O cinema italiano repete o êxito de Nuovo Cinema Paradiso (Cinema Paradiso, 1988) e conquista Hollywood com o lirismo de Il Postino (O Carteiro e o Poeta), de Michael Radford.
- Os efeitos especiais e o roteiro repleto de ternura fazem de Babe (Babe, o Porquinho Atrapalhado) o sucesso do ano.
- Ron Howard junta Tom Hanks e Ed Harris no drama espacial Apollo 13 (Apollo 13 - Do Desastre ao Triunfo).
- O diretor chinês Ang Lee estreia nos Estados Unidos com Sense and Sensibility (Razão e Sensibilidade).
- Tim Robbins ataca na direção com Dead Man Walking (Os Últimos Passos de Um Homem), mas outro ator é eleito o melhor diretor: Mel Gibson, que conquista o Oscar com o épico Braveheart (Coração Valente).
- Oliver Stone dirige Anthony Hopkins e Paul Sorvino na cinebiografia Nixon. Martin Scorsese retoma a parceria com Robert De Niro, desta vez acompanhado de Sharon Stone, em Casino (Cassino).
- The Usual Suspects (Os Suspeitos) é o primeiro grande filme de Bryan Singer, deX-Men.
- Woody Allen surge em boa forma com Mighty Aphrodite (Poderosa Afrodite).
- Clueless (As Patricinhas de Beverly Hills/As Meninas de Beverly Hills), depois de uma década se torna um dos 'novos clássicos' americanos.
- A Disney e a Pixar transformam animação digital em bom negócio com Toy Story.
- Lançado o filme brasileiro Carlota Joaquina, Princesa do Brazil, com direção de Carla Camurati, iniciando o período do cinema brasileiro chamado de Retomada, que teve apoio de novas leis de incentivo.[1]

## 1996

James Cameron bate recordes com Titanic.

- Will Smith vira astro com Independence Day, que revoluciona os efeitos especiais.
- Cameron Crowe prova ser um cineasta brilhante ao dirigir Tom Cruise no espetacular Jerry Maguire (Jerry Maguire - A Grande Virada).
- Joel Coen e Ethan Coen demonstram sua genialidade com a obra-prima da comédia de humor negro Fargo, que premia Frances McDormand como melhor atriz.
- Milos Forman está irreverente em The People vs. Larry Flynt (O Povo Contra Larry Flynt), sobre um episódio agitado da pornografia estadunidense.
- Geoffrey Rush é o melhor ator por Shine (Brilhante), no papel de um grande pianista.
- O inglês Mike Leigh é pemiado no Festival de Cannes pelo emocionante Secrets & Lies (Segredos e Mentiras).
- Alan Parker coloca Madonna e Antonio Banderas no polêmico Evita.
- O britânico Danny Boyle torna-se cult pelo independente Trainspotting (Trainspotting - Sem Limites).

## 1997
- Joel Schumacher assina o mico do ano: Batman & Robin, que sepulta a cinessérie iniciada em 1989.
- Com Titanic, James Cameron empata com Ben Hur em número máximo de Oscares (onze) e bate todos os recordes de bilheteria no mundo.
- Jack Nicholson retorna à boa forma com a comédia As Good as It Gets (Melhor é Impossível).
- O cinema noir tem um exemplar contemporâneo com L.A. Confidential (Los Angeles - Cidade Proibida), com Kim Basinger e Russell Crowe.
- Gus Van Sant dirige Matt Damon e Robin Williams em Good Will Hunting (Gênio Indomável).
- Steven Spielberg retorna ao drama com Amistad, e os grandes Paul Thomas Anderson e Quentin Tarantino entregam Boogie Nights (Boogie Nights - Prazer Sem Limites) e Jackie Brown, respectivamente.
- Woody Allen chega ao ápice de sua genialidade com Deconstructing Harry (Desconstruindo Harry) e Martin Scorsese foge do próprio estilo com Kundun.
- O cinemão tem Contact (Contato), Face/Off (A Outra Face), Con Air (Con Air - A Rota da Fuga), Air Force One (Força Aérea Um) e Men in Black (MIB - Homens de Preto).
- O Brasil desponta no cenário internacional com O Que É Isso, Companheiro?, indicado para o Oscar de melhor filme estrangeiro.
- O francês Luc Besson cria o clássico da ficção científica moderna The Fifth Element (O Quinto Elemento).Gloria Stuart retorna ao cinema em Titanic (1997) e se torna a pessoa mais velha indicada ao Oscar.

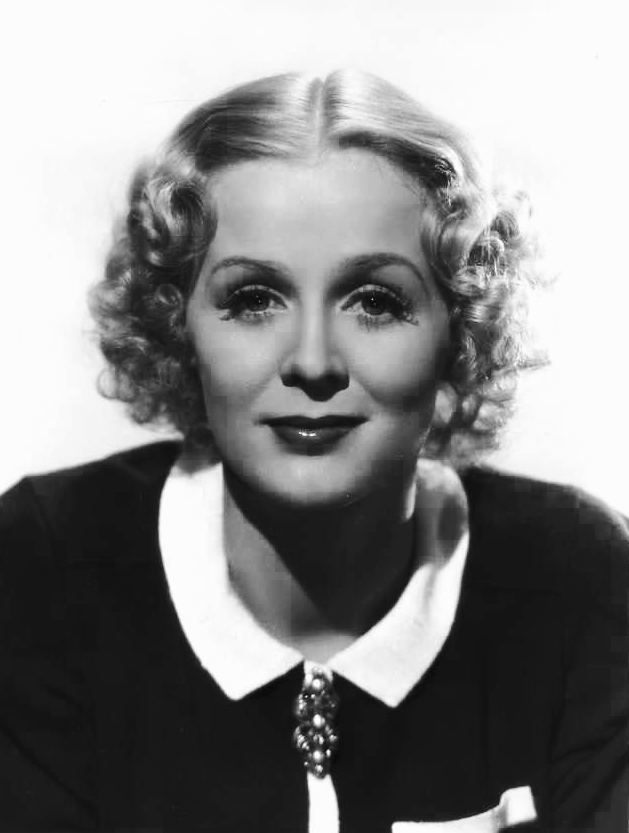
Gloria Stuart retorna ao cinema em Titanic (1997) e se torna a pessoa mais velha indicada ao Oscar.

## 1998
- A Inglaterra se lança como a "nova terra do cinema" e ganha o Oscar com Shakespeare in Love (Shakespeare Apaixonado), com a diva Judi Dench, e ainda tem outro representante de peso, Elizabeth, com Cate Blanchett.
- Steven Spielberg retoma o tema da guerra com Saving Private Ryan (O Resgate do Soldado Ryan).
- A Itália de Roberto Benigni conquista a Academia com La vita è bella (A Vida é Bela), enquanto o Brasil conquista o mundo com Central do Brasil, que ganha o Festival de Berlim e o Globo de Ouro, além de confirmar Fernanda Montenegro como a grande atriz da América Latina.
- Ian McKellen e Brendan Fraser discutem homossexualidade no clássico Gods and Monsters (Deuses e Monstros).
- Wesley Snipes interpreta o caçador de vampiros Blade, baseado nos HQs da Marvel, ganha duas continuações e abre as portas para novas adaptações de quadrinhos para o cinema, como X-Men, Homem Aranha e Quarteto Fantástico.
- O remake de Asas do Desejo teve uma versão mais voltada para o romance com Cidade dos Anjos.
- O melhor filme do ano veio do dinamarquês Thomas Vinterberg com o aclamado filme Festen, o melhor filme do movimento Dogma 95.
- Lindsay Lohan faz sua estreia na comédia da Disney The Parent Trap (Operação Cupido).

## 1999
- O ano é de Stanley Kubrick, que causou polêmica com o clássico Eyes Wide Shut (De Olhos Bem Fechados), que uniu Tom Cruise à sua esposa na época, Nicole Kidman.
- O estreante Sam Mendes ganha o Oscar com American Beauty (Beleza Americana), com Kevin Spacey.
- O diretor indiano M. Night Shyamalan revoluciona o gênero suspense com The Sixth Sense (O Sexto Sentido), que põe Bruce Willis no topo e revela Haley Joel Osment.
- Paul Thomas Anderson (ou PT Anderson) entrega um longo filme sobre encontros casuais e acontecimentos fatídicos: Magnolia, com Tom Cruise, Julianne Moore e Philip Seymour Hoffman.

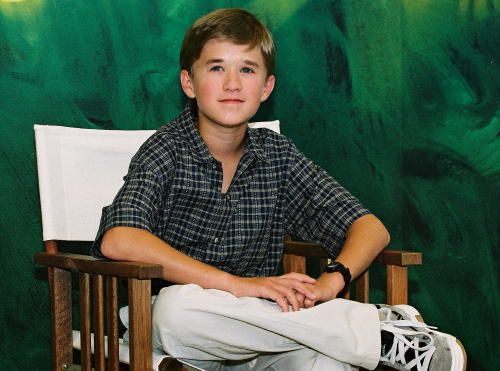
Haley Joel Osment imortaliza para sempre a frase Eu vejo gente morta."

- Haley Joel Osment imortaliza para sempre a frase ''Eu vejo gente morta."Tim Burton e Johnny Depp voltam a trabalhar juntos em Sleepy Hollow (A Lenda do Cavaleiro sem Cabeça).
- Winona Ryder e Angelina Jolie falam sobre loucura de forma lúcida, em Girl, Interrupted (Garota, Interrompida).
- Matrix das irmãs Wachowski revoluciona os efeitos especiais.
- George Lucas retorna com a saga espacial de maior sucesso depois de 22 anos da estreia do primeiro filme da saga Star Wars.
- Tony Kaye dirigi Edward Norton e Edward Furlong em A Outra História Americana.
- David Fincher dirigi o polêmico filme Fight Club (Clube da Luta) com Brad Pitt e Edward Norton.
- The Blair Witch Project (A Bruxa de Blair) se torna o filme com maior custo-beneficio da história do Cinema até o presente.
- The Mummy (A Múmia) com Brendam Fraser arrecada grandes bilheteria nos cinemas mundias
- American Pie (American Pie — A Primeira Vez é Inesquecível) comédia sobre sexo na adolescência faz alta bilheteria no público adolescente.